# Protracheoniscus fossuliger
Protracheoniscus fossuliger is een pissebeddensoort uit de familie van de Trachelipodidae. De wetenschappelijke naam van de soort is voor het eerst geldig gepubliceerd in 1901 door Karl Wilhelm Verhoeff.